# Чуприна Микола Миколайович
Чуприна Микола Миколайович (нар. 4 червня 1962, Київ) — український академічний веслувальник, учасник Олімпійських ігор, чемпіон та призер чемпіонатів світу.
Тренер — І. К. Гринько.

## Життєпис
Займатися веслуванням розпочав у п'ятнадцять років.
На чемпіонаті світу 1985 Микола Чуприна разом з Юрієм Зеліковичем зайняв друге місце в змаганнях двійок парних. Наступного року на чемпіонаті світу їх екіпаж був четвертим.
На чемпіонаті світу 1990 Микола Чуприна в складі парної четвірки став чемпіоном. 1991 року в складі парної четвірки став чемпіоном світу вдруге.
На Олімпіаді 1992 в складі парної четвірки Об'єднаної команди (Валерій Досенко, Сергій Кинякін, Микола Чуприна, Ґіртс Вілкс) не зумів пройти до головного фіналу і посів загальне сьоме місце.
Після розпаду СРСР Микола Чуприна виступав під прапором України. 1993 і 1994 року на чемпіонаті світу здобув срібну медаль в четвірках парних.
На Олімпіаді 1996 в складі парної четвірки (Леонід Шапошніков, Микола Чуприна, Олександр Заскалько, Олександр Марченко) посів сьоме місце.
Після Олімпіади 1996 виступав в складі парної двійки. На чемпіонаті світу 1998 посів п'ятнадцяте місце і завершив виступи.
Працював тренером в "Real Club España", "Club de Regatas Lima", тренером Національної збірної Мексики з академічного веслування.